# Rudolf Jašík
Rudolf Jašík (2. prosince 1919, Turzovka - 30. července 1960, Bratislava) byl slovenský prozaik, básník a publicista.

## Životopis
Narodil se jako nejstarší ze tří synů v rodině kysuckého řezníka, který v roce 1924 zkrachoval a pak se vydal do Kanady za prací. Na Kysucích ho vychovávala babička s finanční podporou matčiny sestry R. Jašíka, která žila v USA. Vzdělání začal získávat v roce 1928 na gymnáziu v Nitře, kde bydlel na koleji. Jelikož po smrti babičky doma nebylo dost peněz, odešel v roce 1935 vyučit se do Baťových závodů v Zlíně. Vedle zaměstnání po večerech pokračoval ve vzdělávání na obchodní akademii. Po neshodách ho v roce 1938 propustili ze zaměstnání a také vyloučili ze školy. Vrátil se na Kysuce a žil v Turzovce.
Za ilegální šíření letáků ho v Trenčíně v lednu roku 1940 uvěznili na 5 měsíců. Během vazby se „politicky vzdělával“ a učil se ruštinu. Po propuštění narukoval k dělostřeleckému pluku v Ružomberku a aktivně bojoval na ukrajinském frontě, kde ho odsoudili za sabotáž (ničení děl a jiného vojenského materiálu), dostal však amnestii. Pokusil se o přechod k sovětskému vojsku (do sovětského zajetí), ale nakonec se nemocný vrátil a brzy na to ho odveleli na Kavkaz. Za protiválečné a protifašistické názory byl degradován a odsouzen do vojenského vězení, až byl v roce 1944 propuštěn z armády a přidal se k partyzánům. Po válce pracoval v Baťovanoch (dnešní Partizánske) v závodním časopise Svobodná práce a organizoval Leninův kroužek pro marxistickou výchovu mládeže.
Angažoval se také politicky, stal se členem KSČ, později byl členem národního výboru a tajemníkem výboru Národní fronty v Partizánském. Spolupracoval také s deníkem Pravda a redigoval Hlas nitranského kraje. V roce 1947 onemocněl tuberkulózou a několik měsíců se léčil v Tatrách. V letech 1949-1952 byl v Baťových závodech vedoucím kulturně-propagačního oddělení a v letech 1952-1955 pracoval na krajském národním výboru v Nitře jako inspektor pro muzea a památky, od roku 1955 byl předsedou Krajského výboru svazu zaměstnanců státních orgánů v Nitře.
Zemřel ve věku 41 let po operaci žaludku. Pochován je v Partizánském.

## Tvorba
Svou literární kariéru začal v roce 1940, nejprve jako básník řadící se mezi nadrealisty, později začal psát povídky. První literární pokusy zůstávaly často jen v rukopisné podobě a později je hodně sám zničil. Jeho díla odrážely politické a umělecké názory, ale také jeho cit pro vztah člověka k přírodě a emocionální vnímání mládí. První uveřejnil v Svobodné práci v roce 1945. V baladických příbězích zachytil život Kysuckého lidu (Na břehu průzračné řeky) i protifašistický odboj (Náměstí svaté Alžběty, nedokončená Trilogia Mrtví nezpívají) . Rozvíjel umělecké postupy Báseň v próze, které podtrhují baladicky ladění a osudovost příběhů (novely Pověst o bílých kamenech, Černé a bílé kruhy).

## Dílo
- 1956 - Na břehu průzračné řeky, baladický, sociální román o osudu chudších společenských vrstev a bídě Kysuckých vesnic
- 1958 - Náměstí svaté Alžběty, román z válečného období
- 1961 - Mrtví nezpívají, trilogie, kterou však už nestihl dokončit, završení jeho tvorby s tématem protifašistického odboje
- 1961 - Černé a bílé kruhy, sbírka novel o sociálních a lidských problémech Kysučan (vyšlo posmrtně)
- 1961 - Pověst o bílých kamenech, torzo básnické novely, studia člověka, který se bouří proti sociální nespravedlnosti a utáhne se do samoty (vyšlo posmrtně)
- 1966 - Ponurý most, výběr z jeho rané tvorby publikované většinou časopisecky (vyšlo posmrtně)
- Ypsilon, rukopisná básnická sbírka
- Dvě řeky, rukopisná básnická sbírka
- Moje město, rukopisná básnická sbírka
- Laktibrada, román z válečného období, z něhož za zachovalo jen deset kapitol
- Bílý chléb (původní název Kamenný dům), román z vesnického prostředí, z něhož se zachovala jen část, která byla zveřejněna v časopise